# 4158 Сантіні
4158 Сантіні (4158 Santini) — астероїд головного поясу, відкритий 28 січня 1989 року.
Тіссеранів параметр щодо Юпітера — 3,137.
Названий на честь астронома і математика Джованні Сантіні.